# 羅雲 (羽毛球運動員)
羅雲（1965年—），是中國已退役女子羽球運動員。

## 簡歷
1987年，羅雲在泰國羽球公開賽獲勝。她贏得女子單打冠軍，並與周雷一起獲得女子雙打亞軍。1988年，她在與施文一起獲得女子雙打亞軍。1989年，她獲得女子單打亞軍。此前，她曾在1984年贏得美國羽球公開賽女子單打冠軍。在1989年中國羽球公開賽上，她進入了女子單打四分之一決賽。在同年的馬來西亞羽球公開賽上，她進入女子單打決賽和女子雙打八分之一決賽。